# Filth Factory
Filth Factory je hrvatska hard techno, hardcore techno i industrial hardcore skupina iz Zagreba. Skupinu su 2008. osnovali zagrebački producenti/DJi Viator, Evil N-Gin i Mr. Matiba.
Skupina je organizirala događaje:
- "Quantum Mechanics" by Filth Factory @ AKC Garaže (Vrbovec, 13. prosinca 2008.)
- "Moments of Terror" by Filth Factory @ AKC Garaže (Vrbovec, 20. veljače 2009.)
- "Black Village Project underground partys" by Filth Factory

## Vanjske poveznice
- Facebook stranica